# داليان (الصين)
داليان (بالـصينية: 大连 = Dàlián) مدينة ومنطقة حضرية كبيرة تقع شمال شرقي الصين، وقاعدة صناعية هامة. إداريا تتبع مقاطعة لياونينغ. بلغ عدد سكانها حوالي 5.500.000 نسمة (عام 2001 م). تعتبر اليوم من المناطق الأكثر تقدما في الصين. تتميز مدينة داليان بالظروف المينائية الممتازة، فهي النافذة الرئيسية للتجارة في مناطق الشمال الشرقي مع دول شمال شرقي آسيا، والممر الرئيسي لنقل المواد والبضائع. تتميز المدينة بهندسة مبانيها والاعتناء الحدائق العامة والمساحات الخضراء؛ لها بنية تحتية ومرافق حديثة، تجلب إليها العديد من المشاريع التكنولوجية والصناعية، وتعمل السلطات على توفير بيئة استثمار مريحة لجلب المزيد من المستثمرين. كانت داليان أول مدينة صينية أقامت منطقة تنمية اقتصادية وتكنولوجية في الصين، كما تتواجد فيها منطقة "حديقة العلوم والتكنولوجيا العالية"، ويقام فيها المهرجان الدولي للأزياء سنويا بالإضافة إلى غير ذلك من النشاطات الموجهة للخارج. تخطط داليان أن تصبح مركزا تجاريّا وماليّا وسياحيّا ومركز معلومات وهمزة وصل للمواصلات في منطقة شمال شرقي آسيا في المستقبل.

## المناخ
يظهر الجدول التالي التغييرات المناخية على مدار السنة لداليان:
| البيانات المناخية لـداليان                                                                | البيانات المناخية لـداليان | البيانات المناخية لـداليان | البيانات المناخية لـداليان | البيانات المناخية لـداليان | البيانات المناخية لـداليان | البيانات المناخية لـداليان | البيانات المناخية لـداليان | البيانات المناخية لـداليان | البيانات المناخية لـداليان | البيانات المناخية لـداليان | البيانات المناخية لـداليان | البيانات المناخية لـداليان | البيانات المناخية لـداليان |
| الشهر                                                                                     | يناير                      | فبراير                     | مارس                       | أبريل                      | مايو                       | يونيو                      | يوليو                      | أغسطس                      | سبتمبر                     | أكتوبر                     | نوفمبر                     | ديسمبر                     | المعدل السنوي              |
| ----------------------------------------------------------------------------------------- | -------------------------- | -------------------------- | -------------------------- | -------------------------- | -------------------------- | -------------------------- | -------------------------- | -------------------------- | -------------------------- | -------------------------- | -------------------------- | -------------------------- | -------------------------- |
| الدرجة القصوى °م (°ف)                                                                     | 10.2 (50.4)                | 14.2 (57.6)                | 20.1 (68.2)                | 28.5 (83.3)                | 33.8 (92.8)                | 35.6 (96.1)                | 36.6 (97.9)                | 34.4 (93.9)                | 33.4 (92.1)                | 28.2 (82.8)                | 21.7 (71.1)                | 14.4 (57.9)                | 36.6 (97.9)                |
| متوسط درجة الحرارة الكبرى °م (°ف)                                                         | −0.2 (31.6)                | 2.2 (36.0)                 | 7.6 (45.7)                 | 15.0 (59.0)                | 20.6 (69.1)                | 24.6 (76.3)                | 26.9 (80.4)                | 27.5 (81.5)                | 24.2 (75.6)                | 17.9 (64.2)                | 9.7 (49.5)                 | 3.0 (37.4)                 | 14.9 (58.9)                |
| المتوسط اليومي °م (°ف)                                                                    | −3.6 (25.5)                | −1.4 (29.5)                | 3.7 (38.7)                 | 10.6 (51.1)                | 16.4 (61.5)                | 20.7 (69.3)                | 23.7 (74.7)                | 24.4 (75.9)                | 20.8 (69.4)                | 14.2 (57.6)                | 6.1 (43.0)                 | −0.5 (31.1)                | 11.3 (52.3)                |
| متوسط درجة الحرارة الصغرى °م (°ف)                                                         | −6.4 (20.5)                | −4.2 (24.4)                | 0.7 (33.3)                 | 7.0 (44.6)                 | 12.7 (54.9)                | 17.6 (63.7)                | 21.3 (70.3)                | 21.9 (71.4)                | 17.9 (64.2)                | 11.1 (52.0)                | 2.9 (37.2)                 | −3.4 (25.9)                | 8.3 (46.9)                 |
| أدنى درجة حرارة °م (°ف)                                                                   | −21.1 (−6.0)               | −17.1 (1.2)                | −15.3 (4.5)                | −4.2 (24.4)                | 3.7 (38.7)                 | 10.5 (50.9)                | 14.2 (57.6)                | 14.5 (58.1)                | 6.4 (43.5)                 | −1.9 (28.6)                | −12.8 (9.0)                | −19.0 (−2.2)               | −21.1 (−6.0)               |
| الهطول مم (إنش)                                                                           | 8.0 (0.31)                 | 6.7 (0.26)                 | 13.5 (0.53)                | 29.1 (1.15)                | 49.8 (1.96)                | 76.6 (3.02)                | 127.6 (5.02)               | 147.1 (5.79)               | 60.4 (2.38)                | 33.5 (1.32)                | 19.1 (0.75)                | 8.4 (0.33)                 | 579.8 (22.82)              |
| متوسط أيام هطول الأمطار (≥ 0.1 mm)                                                        | 3.3                        | 2.9                        | 3.7                        | 5.4                        | 7.0                        | 9.3                        | 11.8                       | 9.2                        | 6.0                        | 5.2                        | 5.3                        | 3.4                        | 72.5                       |
| متوسط الرطوبة النسبية (%)                                                                 | 57                         | 57                         | 55                         | 56                         | 62                         | 73                         | 84                         | 81                         | 70                         | 63                         | 61                         | 58                         | 65                         |
| ساعات سطوع الشمس الشهرية                                                                  | 198.0                      | 200.2                      | 238.8                      | 256.9                      | 277.6                      | 254.7                      | 220.7                      | 240.8                      | 251.5                      | 234.6                      | 182.1                      | 183.9                      | 2٬739٫8                    |
| نسبة وصول أشعة الشمس                                                                      | 66                         | 66                         | 65                         | 65                         | 63                         | 57                         | 49                         | 57                         | 68                         | 68                         | 60                         | 63                         | 62                         |
| المصدر: China Meteorological Administration (precipitation days, sunshine data 1971–2000) |                            |                            |                            |                            |                            |                            |                            |                            |                            |                            |                            |                            |                            |

## توأمة
لداليان (الصين) اتفاقيات توأمة مع كل من:
- لاباز
- فلاديفوستوك
- باهيا بلانكا
- بريمن
- أنسخديه
- روستوك (1988 - )
- لو هافر
- أوكلاند
- مايزورو
- شتشين
- سرقسطة
- دالاس
- أوخريد
- كالينينغراد (1997 - )

## أعلام
- صن جيهاي
- لي تشانغ تشون
- جيا شيوكوان
- تاييتشي أونو
- دونغ فانغجو